# Isonychus variipennis
Isonychus variipennis är en skalbaggsart som beskrevs av Moser 1918. Isonychus variipennis ingår i släktet Isonychus och familjen Melolonthidae. Inga underarter finns listade i Catalogue of Life.